# Karl Wilhelm Borchardt
Karl (Carl) Wilhelm Borchardt (n. 22 februarie 1817 la Berlin - d. 27 iunie 1880 la Rüdensdorf) a fost un matematician german.
În perioada 1839 - 1843, și-a făcut studiile la Königsberg și Berlin, ca apoi să continue cercetările ca autodidact.
A fost profesor de matematică la Berlin (1848) și membru al Academiei de Științe din Berlin (1856).
Lucrările sale cuprind studii asupra funcției theta, de care s-a folosit Jacobi în studiile sale.
Cursurile sale au fost redactate de către Georg Hettner în 1888 și cuprind funcții hipereliptice și alte studii matematice.
Borchardt a fost redactor la revista Journal für die reine und angewandte Mathematik (Jurnal pentru matematică pură și aplicată), fondată de August Leopold Crelle (motiv pentru care se mai numea și Crelles Journal).
1. 1 2  Carl Wilhelm Borchardt, SNAC, accesat în 9 octombrie 2017
2. 1 2 3  Find a Grave, accesat în 8 noiembrie 2024
3. 1 2 3  Autoritatea BnF, accesat în 10 octombrie 2015
4. 1 2  MacTutor History of Mathematics archive, accesat în 22 august 2017
5. 1 2  „Karl Wilhelm Borchardt”, Gemeinsame Normdatei, accesat în 9 aprilie 2014
6. ↑  „Karl Wilhelm Borchardt”, Gemeinsame Normdatei, accesat în 10 decembrie 2014
7. ↑  „Karl Wilhelm Borchardt”, Gemeinsame Normdatei, accesat în 30 decembrie 2014